# Червяков, Алексей Алексеевич
Алексей Алексеевич Червяков (род. 12 мая 1965, Реутов, Московская область) — советский и российский хоккеист, вратарь.

## Биография
Начал заниматься хоккеем в 12 лет, с 14 лет - в детской спортивной школе, в 15 лет дебютировал в юношеской сборной СССР. В сезоне 1982/83 в 17 лет дебютировал в высшей лиге в составе воскресенского «Химика». В этом же сезоне стал чемпионом Европы среди юношей до 18 лет.
Следующие два сезона провёл в игравшем в первой лиге «Торпедо» из Ярославль. Чемпиона мира 1984 года среди молодёжи до 20 лет.
С 1986 года выступал за калининских армейцев. В сезоне 1987/88 провёл 22 игры в составе ЦСКА в высшей лиге.
С 1988 по 1993 год защищал ворота «Химика». 30 марта 1990 года провёл единственную игру за сборную СССР — товарищескую встречу против финнов.
Участник Суперсерий 1989 и 1990 годов на территории СССР и Суперсерии 1989/90 на территории США.
С 1993 по 1996 год снова играл в Ярославле. Привлекался в российскую сборную. Участник чемпионата мира 1995 года. Всего за сборную России провёл 12 игр.
В 1996-98 годах защищал цвета «Спартака».
После 1998 года играл в высшей лиге (втором по силе дивизионе России) в составе «Кристалла» (Электросталь), «Витязя» (Чехов), последние два сезона в составе «Химика».